# マハティアス・ヨホクムソン
マハティアス・ヨホクムソン（アイスランド語:Matthías Jochumsson、1835年11月11日 - 1920年11月18日)は、アイスランドの詩人、牧師。

## 生涯
当時はデンマーク領のアイスランド北西部の町スコゥガルの貧しい農家に生まれた。22歳で商人の修行の為コペンハーゲンに渡ったが、言語と文学の研究に没頭し、天分を見込まれ友人の援助で1865年に神学校を卒業し、各地の牧師を歴任した。1900年以降はアルシングから終身年金を受けたが大家族を養って清貧の生活を送り続け、晩年の33年は北部のアークレイリで過ごした。

## 作品
マハティアスの作品の精神は信仰と人間愛と楽観主義にある。世俗的な叙事詩や著名人の偉業を書いた追悼詩、深い情感に満ちた宗教詩など多方面のジャンルで作品を残し、イプセン、テングネールなどの翻訳も手掛けた。1874年の建国千年祭に献呈された『頌歌』（Lofsöngur）は、旧約聖書の詩篇第90章に基づくものでスヴェインビェルンソンの作曲で現在のアイスランド国歌になっている。